# Хоронжук, Оксана Владимировна
Оксана Владимировна Хоронжук (род. 1 апреля 1972 года, Душанбе, Таджикская ССР) — депутат Государственной Думы Федерального Собрания РФ шестого созыва. Депутат Воронежской областной Думы.

## Биография
Родилась 1 апреля 1972 года в городе Душанбе, Республика Таджикистан. В 1995 году окончила Рязанский педагогический университет им. Есенина по квалификации «учитель». 14 марта 2010 года избрана депутатом Воронежской областной Думы.